# 円筒棺

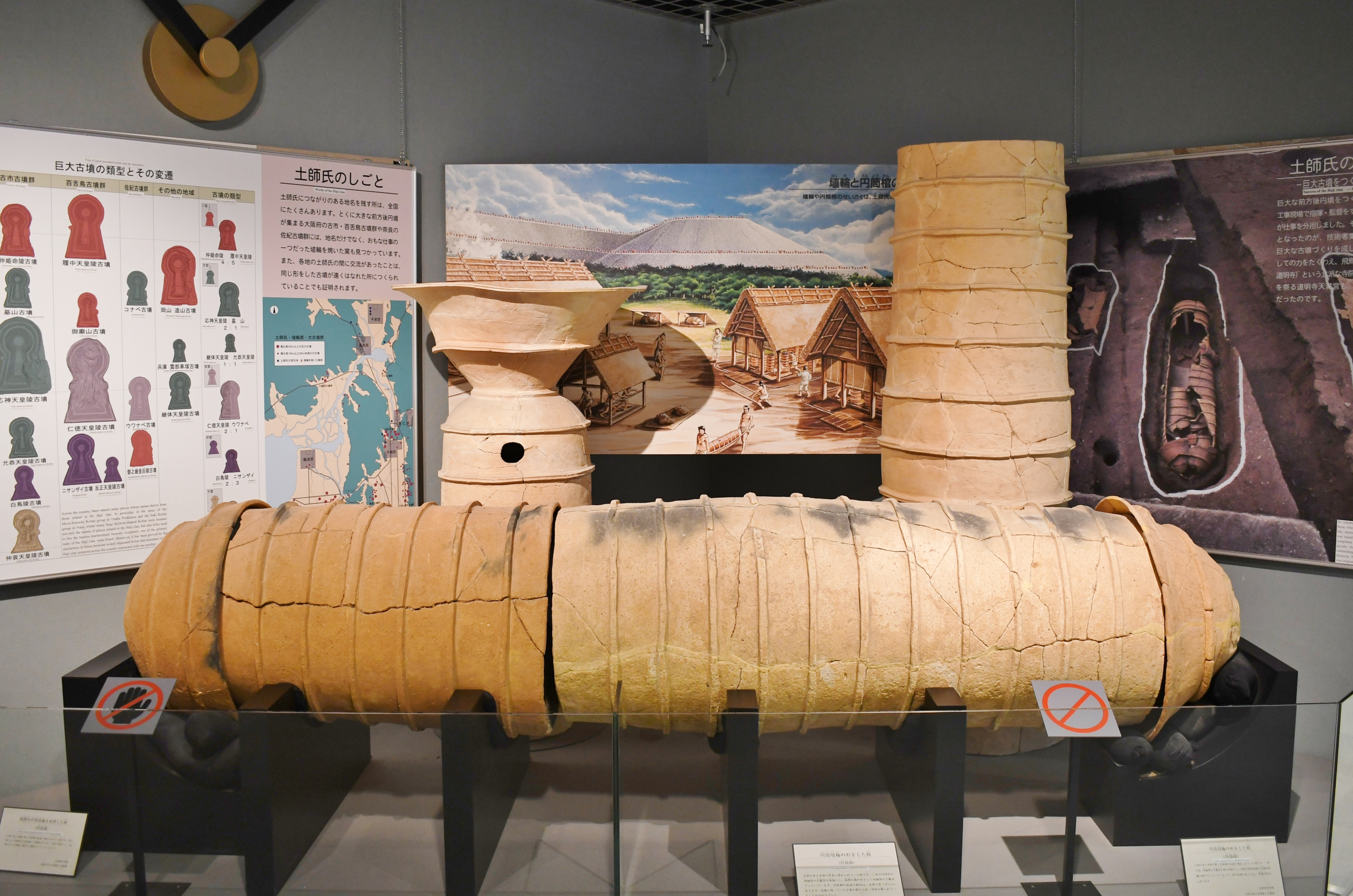
土師の里8号墳 円筒棺大阪府藤井寺市。アイセルシュラホール展示。

円筒棺（えんとうかん）とは、埴輪質の土製品、または円筒埴輪を用いた棺である。埴輪棺、あるいは円筒埴輪棺、埴輪円筒棺とも呼ばれる。

## 概要
円筒棺が初めから、棺として用いるため作られた場合には凸帯を多数めぐらした長大な1個の円筒の両端を、笠形の2個の土器でおおうのが普通である。これをほぼ、水平に埋めて、内部に遺骸を伸展葬にする。円筒埴輪を利用するばあいには、朝顔形円筒埴輪の上部のひらたいところをとりさったもの2個を用い、合口甕棺のように下端と下端をあわせて、1つの棺としたものが代表的である。両端や円筒の孔は、円筒埴輪の破片でおおわれる。これもほぼ水平に埋めて伸展葬に用いたと思われる。奈良県近内古墳円筒棺内発見の鹿角製剣装具や、兵庫県薬師山古墳円筒棺の石製勾玉からみると、この種の円筒棺は、主として古墳時代中期に用いられたと推定される。特製の円筒を用いたものを埴輪棺、円筒埴輪を用いたものを埴輪円筒棺とよんで区別しようという説もある。